# Agrotehnika
Ágrotéhnika pomeni uporabo inženirstva pri pridelovanju in predelovanju kmetijskih proizvodov in pri upravljanju z naravnimi viri.

## Kmetijski inženiring
Kmetijski inženiring je disciplina, ki uporablja tehnike znanosti in tehnologije v kmetijski proizvodnji in predelavi. Agrotehnika je povezana z različnimi disciplinami; biologija živali, biologija rastlin, mehanika, gradbeništvo, elektrotehnika, kemijski inženiring,... vse to se povezuje z znanjem kmetijskih načel. 

## Kmetijski inženir
Kmetijski inženir lahko opravlja različne naloge kot so; načrtovanje, nadzor in upravljanje objekta za proizvodnjo mleka, namakanje, osuševanje, nadzor poplav in vodnih sistemov,... Nekateri so svetovalci, zaposleni v zasebnih podjetjih za inženiring, medtem ko drugi opravljajo svoje delo za razne proizvajalce kmetijskih strojev, opreme, obdelovalne tehnologije, objektov za nastavitev živine in shranjevanje pridelkov. Svoje delo lahko opravljajo v proizvodnji, prodaji, vodijo ali sodelujejo pri raznih raziskavah in razvoju.
Področja delovanja kmetijskih inženirjev vključuje oblikovanje kmetijskih strojev, opreme in kmetijskih struktur, pridobivanje poljščin, vključno s setvijo, obdelovanjem zemlje, namakanjem in ohranjanje rodnosti tal in vode, rejo živali, vključno z oskrbo in obdelavo perutnine, goveda in rib. Predelava hrane in drugih kmetijskih in bioobnovljivih proizvodov. Biološki inženiring, ki se ukvarja z uvajanjem uporabe okolju prijaznih strojev. 